# دراکنشتت
دراکنشتت (به آلمانی: Drackenstedt) یک منطقهٔ مسکونی در آلمان است که در ایلسلبن واقع شده‌است. دراکنشتت ۴۰۴ نفر جمعیت دارد.